# Enigmacursor

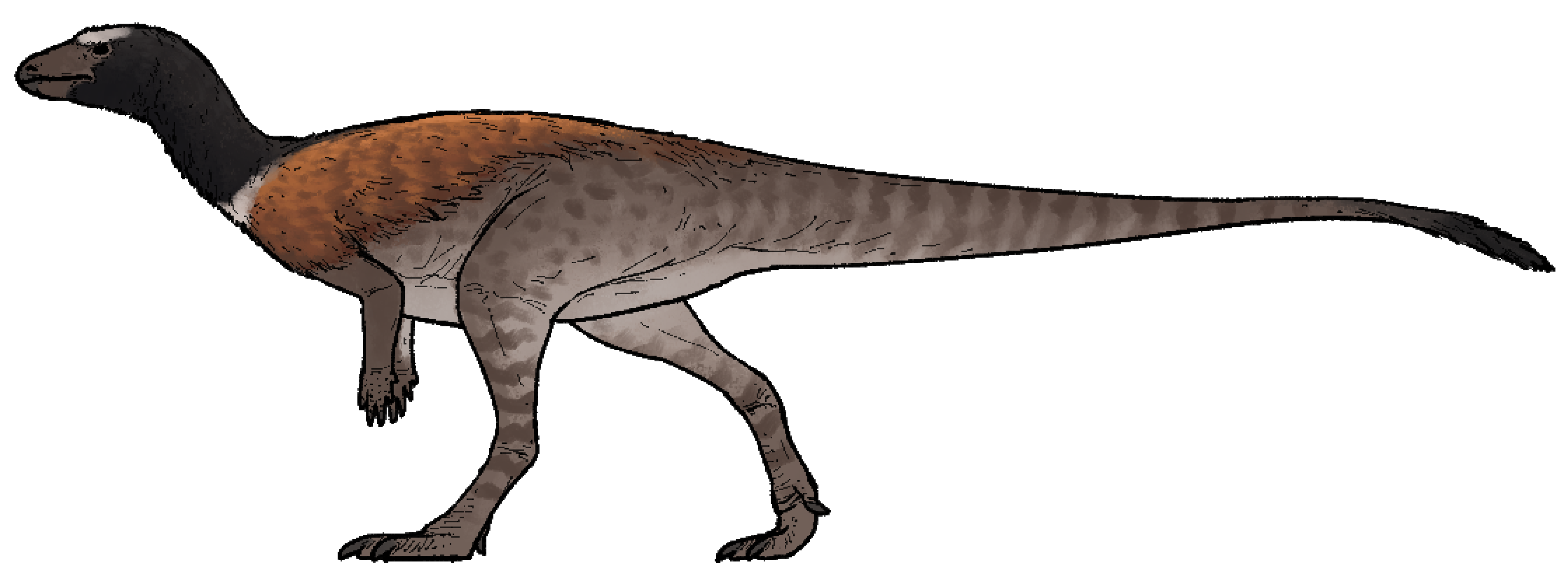
Enigmacursor mollyborthwickae

Enigmacursor is een geslacht van plantenetende ornithischische dinosauriërs, behorende tot de Neornithischia, dat tijdens de late Jura leefde in het gebied van het huidige Noord-Amerika. De enige benoemde soort is Enigmacursor mollyborthwickae.

## Vondst en naamgeving
In 2020 en 2021 groef Dinosaurs of America Limited liability company op hun Skull Creek Estates in Moffat County, Colorado, een skelet op van een kleine dinosauriër dat aangekocht werd door David Aaron Ltd, London, UK en in 2024 doorverkocht aan het Natural History Museum. Het skelet was toen al volledig geprepareerd en voorzien van een gereconstrueerde schedel, waarin echte tanden waren bevestigd, tentoongesteld in de David Aaron Gallery. Ontbrekende delen waren aangevuld door een 3D-printer en magneten waren in wervels aangebracht zodat ze aan de stalen armatuur zouden kleven. Het werd toen gezien als het meest volledige bekende exemplaar van Nanosaurus. De aankoop was mogelijk door een gift van David en Molly Lowell Borthwick, welke laatste verschillende liefdadigheidsfondsen beheert. De onderzoekers van het museum kwamen al snel tot de conclusie dat het een andere soort betrof die nog niet bekend was geweest bij de wetenschap, ook omdat men Nanosaurus zelf, waarvan het typemateriaal slechts bestaat uit afdrukken, zag als een nomen dubium. Het skelet werd op 26 juni 2025 onthuld in de Earth Hall van het museum, het eerste nieuwe dinosauriërskelet sinds 2015. De magneten en de armatuur verhinderden een CAT-scan. Daarom werden röntgenfoto's gemaakt van het skelet.
In 2025 werd de typesoort Enigmacursor mollyborthwickae benoemd en beschreven door Susannah Catherine Rose Maidment en Paul Michael Barrett. De geslachtsnaam is een combinatie van het Grieks enigma, "raadsel", een verwijzing naar de verwarrende taxonomie van kleine basale Ornithischia, en het Latijn cursor, "renner", een verwijzing naar het zijn van een rennende tweevoetige vorm. De soortaanduiding eert Molly Borthwick.
Het holotype, NHMUK PV R 39000, is gevonden in een laag van de Morrisonformatie die dateert uit het Kimmeridgien–Tithonien, ongeveer 150 miljoen jaar oud. Het bestaat uit een skelet zonder schedel. Het omvat drie losse tanden, drie halswervels, elf ruggenwervels, twee in het heiligbeen ingevangen dorsosacrale wervels, vijf voorste staartwervels, tien ribben, vijf chevrons, het rechterborstbeen, beide schouderbladen, de voorpoten inclusief drie middenhandsbeenderen, het linkerdarmbeen, het rechterzitbeen, het rechterschaambeen, en beide achterpoten minus het linkersprongbeen. Het betreft vermoedelijk een onvolgroeid dier.

## Beschrijving

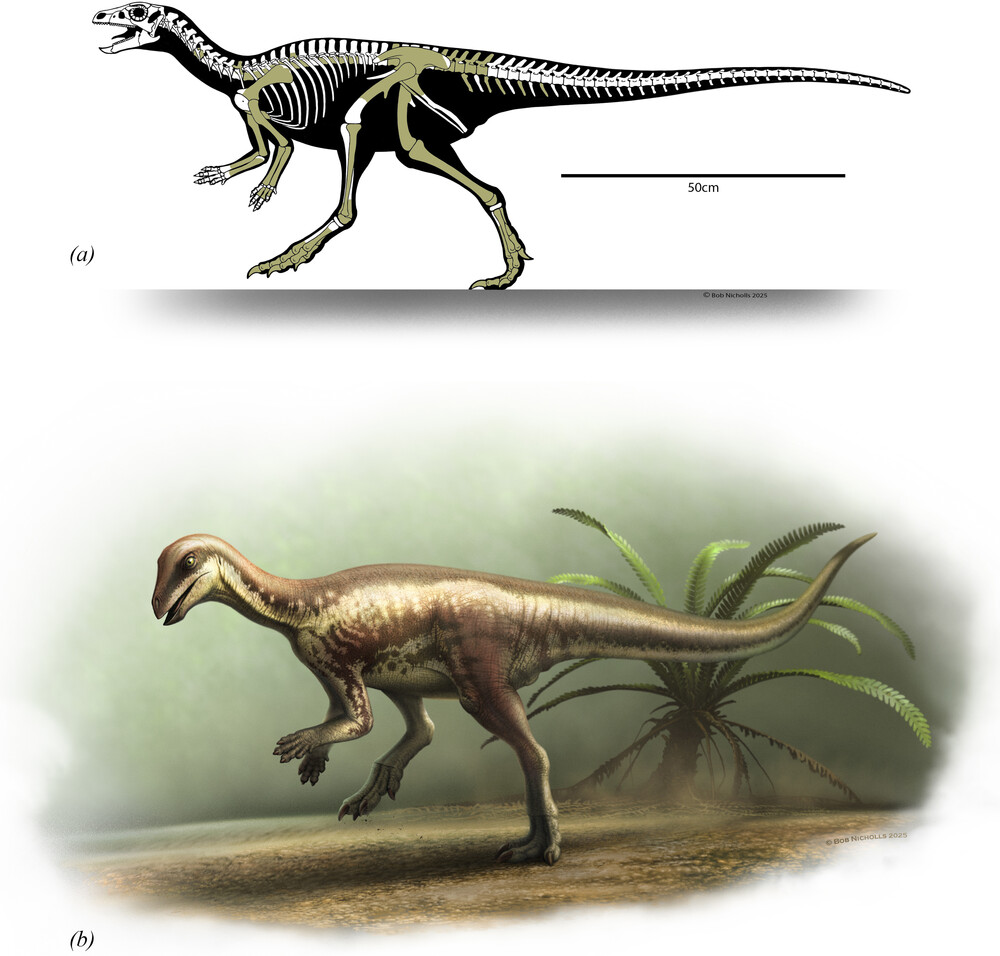
Diagram van de bewaarde skeletelementen van Enigmacursor mollyborthwickae

Het holotype van Enigmacursor is ongeveer anderhalve meter lang. De volgroeide lengte zal iets hoger gelegen hebben.
De beschrijvers stelden enkele onderscheidende kenmerken vast. Een ervan is een autapomorfie, een unieke afgeleide eigenschap. Bij de voorste ruggenwervels staan de achterste gewrichtsfacetten lager dan de voorste gewrichtsfacetten.
Daarnaast is er een unieke combinatie van op zich niet unieke kenmerken. Het darmbeen heeft geen horizontale kam boven het heupgewricht. De kop van het dijbeen wordt van de trochanter major gescheiden door een groeve. De top van de voorste trochanter ligt op hetzelfde niveau als de onderrand van de kop van het dijbeen. De achterzijde van de kop van het dijbeen mist een trog voor het kapsel. De onderzijde van de vierde trochanter is van binnen of de achterkant bezien recht of licht bol. De achterste lob van het bovenvlak van het scheenbeen is naar binnen gericht en haakvormig.

## Fylogenie
Enigmacursor is basaal in de Neornithischia geplaatst, in een zeer basale positie, buiten de Cerapoda als zustersoort van Yandusaurus.
Het volgende cladogram toont de positie in de evolutionaire stamboom.
|  | \| \| Yandusaurus \| \| \| \| \| \| Enigmacursor \| \| \| \| |
|  |                                                              |
|  | Cerapoda                                                     |
|  |                                                              |
|  | Yandusaurus                                                  |
|  |                                                              |
|  | Enigmacursor                                                 |
|  |                                                              |

|  | Yandusaurus  |
|  |              |
|  | Enigmacursor |
|  |              |

|  | \| \| Yandusaurus \| \| \| \| \| \| Enigmacursor \| \| \| \| |
|  |                                                              |
|  | Cerapoda                                                     |
|  |                                                              |
|  | Yandusaurus                                                  |
|  |                                                              |
|  | Enigmacursor                                                 |
|  |                                                              |

|  | Yandusaurus  |
|  |              |
|  | Enigmacursor |
|  |              |

|  | \| \| Yandusaurus \| \| \| \| \| \| Enigmacursor \| \| \| \| |
|  |                                                              |
|  | Cerapoda                                                     |
|  |                                                              |
|  | Yandusaurus                                                  |
|  |                                                              |
|  | Enigmacursor                                                 |
|  |                                                              |

|  | Yandusaurus  |
|  |              |
|  | Enigmacursor |
|  |              |

|  | \| \| Yandusaurus \| \| \| \| \| \| Enigmacursor \| \| \| \| |
|  |                                                              |
|  | Cerapoda                                                     |
|  |                                                              |
|  | Yandusaurus                                                  |
|  |                                                              |
|  | Enigmacursor                                                 |
|  |                                                              |

|  | Yandusaurus  |
|  |              |
|  | Enigmacursor |
|  |              |